# Bethelium bifasciatum
Bethelium bifasciatum là một loài bọ cánh cứng trong họ Cerambycidae.